# Alseodaphne petiolaris
Alseodaphne petiolaris Hook.f. – gatunek rośliny z rodziny wawrzynowatych (Lauraceae Juss.). Występuje naturalnie w Indiach, Mjanmie oraz południowych Chinach (w południowej części Junnanu).

## Morfologia
PokrójZimozielone drzewo dorastające do 20 m wysokości. Gałęzie są mocne, nagie i mają brązową barwę.
LiścieNaprzemianległe. Mają kształt od podłużnego do odwrotnie jajowatego. Mierzą 14–26 cm długości oraz 6–15 cm szerokości. Od spodu owłosione i zielonobiaławe. Nasada liścia jest klinowa, czasami niesymetryczna. Blaszka liściowa jest o wierzchołku od tępego do zaokrąglonego. Ogonek liściowy jest mocny, nagi i dorasta do 15–25 mm długości.
KwiatySą niepozorne, zebrane w gęste i silnie rozgałęzione wiechy, rozwijają się w kątach pędów. Kwiatostan osiąga 15–30 cm długości, natomiast pojedyncze kwiaty mierzą 2,5 mm średnicy i są owłosione. Zewnętrzne listki okwiatu są mniejsze niż wewnętrzne.
OwoceMają podłużnie jajowaty kształt, o zaokrąglonym wierzchołku, osiągają 2,8 cm długości i 1,3 cm szerokości.

## Biologia i ekologia
Rośnie w widnych oraz wiecznie zielonych lasach. Występuje na wysokości do 900 m n.p.m. Kwitnie od października do listopada, natomiast owoce dojrzewają od grudnia do kwietnia.